# Nippon BS Broadcasting
Nippon BS Broadcasting Corporation (日本BS放送株式会社, Nippon Bīesu Hōsō Kabushiki Gaisha) é uma rede de televisão privada de Kanda, Tóquio, Japão. É uma estação independente e é  subsidiária da Bic Camera. O nome do canal é BS11 (BS Eleven) e até 31 de março de 2011 se chamava BS11 Digital. Foi fundado como Nippon BS Broadcasting Kikaku (日本BS放送企画株式会社, Nippon Bīesu Hōsō Kikaku Kabushiki Kaisha) em 23 de agosto de 1999 e mudado para o nome Nippon BS Broadcasting em 28 de fevereiro de 2007. A BS11 dá prioridade a noticiários e animes.